# Sermide

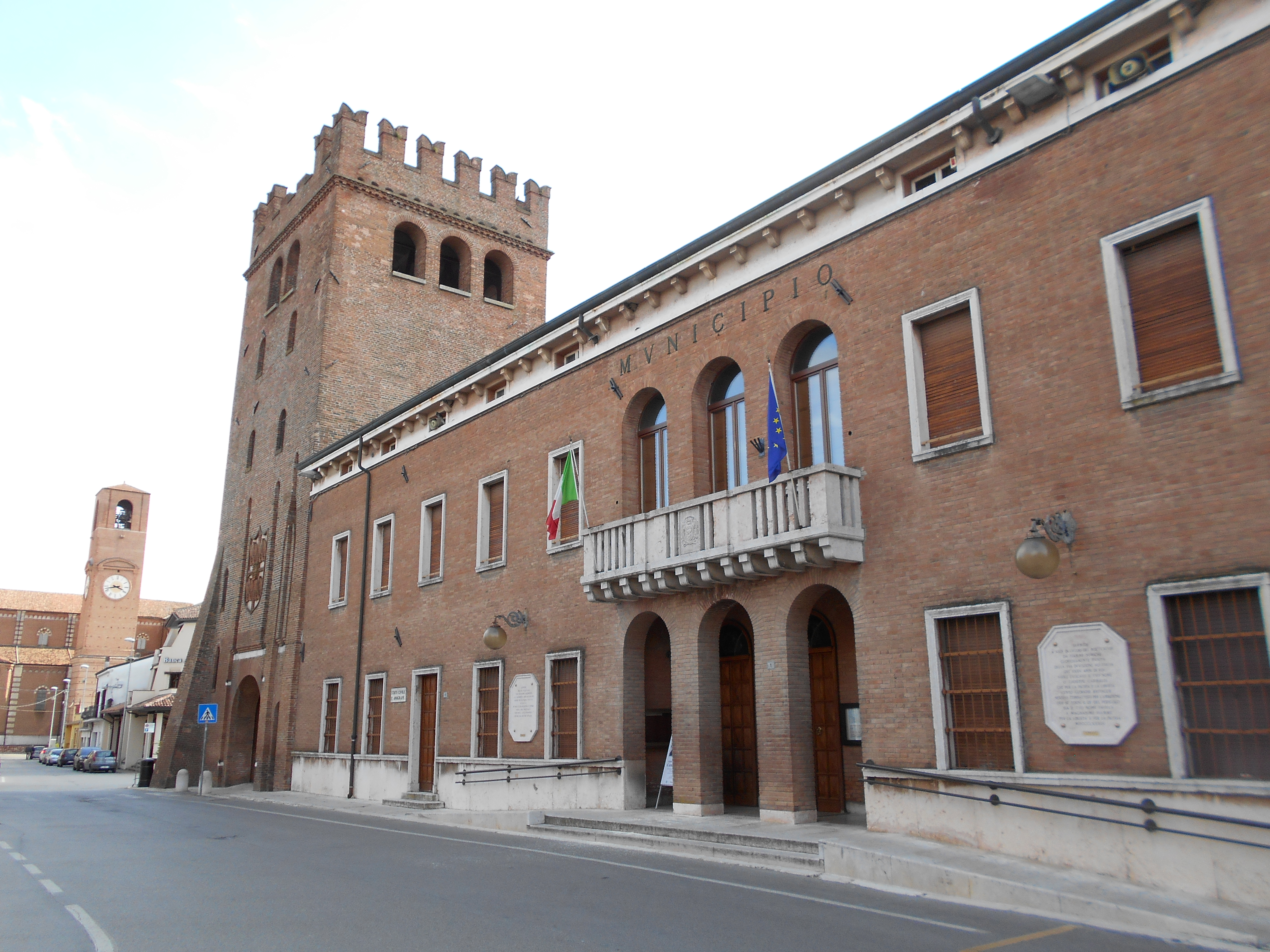
Municipio, torre, campanile

Sermide (Sèrmad in dialetto basso mantovano e dialetto ferrarese) è il capoluogo comunale del comune di Sermide e Felonica (provincia di Mantova, Lombardia), di cui costituisce uno dei due municipi insieme a Felonica.
Fino al 28 febbraio 2017 ha costituito un comune autonomo. Il centro abitato è attraversato dal 45º parallelo, la linea che sarebbe equidistante fra il Polo nord e l'Equatore se la Terra fosse una sfera perfetta.

## Storia

### Le origini e i secoli medievali
La teoria più accreditata sull'origine di Sermide fa risalire la fondazione del borgo alla calata dei Sarmati, un popolo di stirpe iranica proveniente dell'Europa orientale che fra il IV e il VI secolo d.C. discese nella penisola italica, mettendosi al servizio degli imperatori romani con compiti di salvaguardia e di difesa dei tratti più vulnerabili delle Alpi e del fiume Po, minacciati dai barbari. La mancanza di fonti impedisce di tracciare un quadro più definito dei secoli dell'alto Medioevo: un documento del re longobardo Astolfo, risalente al 749, indica la concessione all'abbazia di Nonantola dei diritti di pesca in loco Sarmata ed Bondeno. Due secoli dopo, saranno i vescovi di Mantova che, investiti di diversi territori padani da parte dei sovrani del Sacro Romano Impero, otterranno il controllo dell'area sermidese.
Già prima del 1000 il borgo godeva di una qualche forma di fortificazione ma fu solo dopo la rotta di Ficarolo del 1152 che, in seguito agli sconvolgimenti dovuti all'apertura del nuovo ramo del Po, Sermide acquisì una notevole importanza strategica, ritrovandosi ad essere l'estremo caposaldo orientale di un territorio mantovano reso più facilmente attaccabile da parte di Ferrara. Nel 1238 la famiglia mantovana dei Callarosi (o Calorosi), in fuga dalla propria città, con il supporto degli Estensi occupò il castello di Sermide e lo mantenne per due anni, prima di venirne scacciata dai mantovani e dai loro alleati. Nel 1331 Sermide passò ai Gonzaga, ma a seguito di una guerra conclusasi in modo umiliante per i mantovani fu ceduta a Ferrara nel 1358, venendo tuttavia riconquistata tre anni dopo. Nei decenni seguenti il castello fu ampliato e rinforzato, con la costruzione di un palazzo destinato ad ospitare i signori di Mantova; il secolo successivo, tuttavia, vide i rapporti fra Mantova e Ferrara distendersi progressivamente e l'importanza strategica della fortificazione sermidese scemare di conseguenza. A partire da questi anni iniziò a prosperare a Sermide una comunità ebraica.

### Dal Rinascimento al Seicento
Con il matrimonio fra Francesco II Gonzaga e Isabella d'Este i rapporti fra Ferrara e Mantova si consolidarono ulteriormente: Sermide era punto di passaggio obbligato sul fiume Po, unica via di comunicazione fra i due stati. Il marchese fu artefice dell'impianto, nella corte sermidese di Roversella, di un allevamento di cavalli che acquisì presto grande importanza e notevole prestigio in Europa, ma dovette cedere alle richieste di papa Giulio II che tramite il cardinale Sigismondo Gonzaga pretese lo smantellamento del castello di Sermide, per meglio proteggere i suoi domini. Il fortilizio verrà parzialmente riarmato negli anni successivi ma a metà del Seicento era ormai ridotto completamente in rovina. In questi anni, e soprattutto dopo l'elevazione del mantovano a Ducato, si moltiplicarono le famiglie nobili che furono investite di terre nel sermidese, allo scopo di garantirsene la fedeltà.
Il XVII secolo vide l'Italia diventare campo di battaglia delle principali potenze europee, che ridussero gli stati regionali al ruolo di comprimari in grado di sopravvivere solo grazie ad una efficiente diplomazia. La guerra di successione di Mantova e del Monferrato fu tragica per Sermide: nel 1630 il borgo venne occupato e saccheggiato dalle truppe alamanne, le quali portarono con sé un'epidemia di peste che fu causa di un migliaio di decessi. Nel 1650 si stabilirono in paese alcuni frati cappuccini: il convento sarà soppresso in età napoleonica, ma ancora oggi sopravvive la piccola chiesa.

### Il Settecento e l'età napoleonica
La Guerra di successione spagnola decretò la cacciata dei Gonzaga da Mantova ed il passaggio del ducato sotto il controllo della corona asburgica. Gli austriaci diedero impulso ad un processo di modernizzazione economica e amministrativa, ma dovettero affrontare l'opposizione di un ceto nobiliare che non aveva nessuna intenzione di rinunciare ai privilegi fondiari e fiscali accumulati nel corso dei secoli e che, gravando sulle spalle dei contadini, avevano portato all'esplosione del brigantaggio e delle attività di contrabbando. Solo nel 1777 con Maria Teresa d'Austria si riuscì ad arrivare alla riorganizzazione complessiva del territorio mantovano, con l'uniformazione dei regolamenti comunali ed una vasta opera di censimento. Sermide divenne il capoluogo del XVI distretto in cui era stato suddiviso il ducato, e che comprendeva anche Felonica, Carbonara, Magnacavallo e Poggio Rusco.
L'8 giugno 1796 uno squadrone di cavalleria napoleonica occupò il paese: negli anni successivi l'area divenne zona di passaggio per gli eserciti impegnati nelle guerre napoleoniche, subendo i conseguenti saccheggi e violenze. Nonostante l'instabilità di questo periodo, furono gli anni in cui si radicarono quelle idee illuministe e liberali che tanta importanza avrebbero avuto nel corso dell'Ottocento sermidese.

### Prima guerra di indipendenza italiana
Durante la prima guerra di indipendenza (1848-1849) Sermide insorse contro gli occupanti austriaci (come fecero le città di Milano, Brescia, Venezia e molte altre). La reazione dei marescialli Radetzky e Von Welden fu spietata: il 29 luglio 1848 le truppe austriache annientarono la resistenza dei sermidesi, saccheggiarono il centro storico e bruciarono molte case.
Le vittime di quel disastro furono quattro solamente, essendo gli abitanti fuggiti. Fra i morti vi furono Carlo Vincenzi, trucidato presso il pagliaio alla Corte Mastino, il villico Antonio Bertolasi ed un giovanotto israelita, Grego Amos, colto mentre stava nascosto in una canna di camino. Cremonini Antonio fu invece ferito da archibugiata in un occhio e miracolosamente scampò. Il borgo fu messo a sacco, e sessantaquattro case furono incendiate con apparecchi d’acqua ragia, con i quali gli austriaci erano avvezzi bruciare le loro vittime.
II danno sofferto in fabbricati, mobili od altro fu calcolato un milione di lire austriache, che il governo promise di rimborsare ma che non pagò mai. Il 10 settembre 1899, re Umberto I decorò Sermide con una medaglia d'oro e la insignì del titolo di città.

### Prima guerra mondiale
Le operazioni di guerra non coinvolsero Sermide, tuttavia si contarono 152 sermidesi morti al fronte. Per onorarli, si eresse nel 1925 - in Piazza IV Novembre (allora Piazza Boara) - un monumento ai caduti. Tra i caduti vi fu il sermidese colonnello conte Antonio Gioppi, morto sul Pasubio alla testa dei suoi soldati nel 1916 (decorato con medaglia d'oro).
Il 24 ottobre 1917 un blitz dell'allora capitano Erwin Rommel a capo dei suoi alpini del Württemberg aprì un varco nel fronte italiano a Caporetto. L'effetto fu una rotta dell'esercito italiano. Le truppe austro-tedesche dilagarono verso Venezia mentre l'esercito italiano era allo sbando: migliaia di soldati ripiegarono per la pianura padana e diversi giunsero anche a Sermide.
La strategia difensiva che ne seguì prevedeva la creazione di una prima linea difensiva sul Piave e di una seconda lungo il Po, fino al Mincio. Ciò comportò il dislocamento di migliaia di soldati italiani lungo il Po (2 000-3 000 soltanto a Sermide). La linea del Piave riuscì a bloccare gli austro-tedeschi. Gli ultimi militari italiani del presidio di Sermide se ne andarono a metà del 1919.

### Seconda guerra mondiale
Il 10 giugno 1940 l'entrata in guerra dell'Italia diede inizio al richiamo alle armi anche di ragazzi di Sermide, arruolamenti che andarono via via moltiplicandosi con l'intervento delle Regie Forze Armate sui diversi fronti.
L'8 settembre 1943, l'armistizio con gli anglo-americani e, il 23 settembre 1943, la costituzione di un nuovo governo a Salò capeggiato da Benito Mussolini, portarono alla nascita della Repubblica Sociale Italiana, comprendente anche il territorio di Sermide. Con la formazione delle Forze Armate della RSI, che impose la coscrizione obbligatoria, presero il via gli arruolamenti e l'affiancamento alle forze tedesche che già erano state dislocate sul territorio e che trovavano alloggio in edifici pubblici e privati.
Sermide divenne obiettivo tattico nel luglio 1944 quando il nodo ferroviario venne inserito tra gli obiettivi anglo-americani nell'ambito dell'operazione “Strangle”, cioè una serie di missioni di bombardamento aereo aventi lo scopo d'interrompere le vie di approvvigionamento, soprattutto ferroviarie, dalla Germania e dal Nord Italia verso il fronte italiano. Sabato 8 luglio 1944 alle ore 10 una incursione aerea colpì la stazione e il deposito ferroviari provocando la morte del capodeposito.
Sermide ridivenne obiettivo tattico nel luglio 1944, quando le forze anglo-americane in avanzata verso gli Appennini settentrionali decisero di ostacolare nuovamente i rifornimenti al fronte italiano provenienti da nord mediante l'interruzione sistematica di tutti i ponti lungo il fiume Po. L'Operazione Mallory Major prese il via il 12 luglio 1944, ma solo il giorno seguente, giovedì 13 luglio alle 9:30, il ponte in chiatte di Sermide divenne obiettivo di una missione di bombardamento aereo, durante la quale però lo sgancio delle bombe risultò anticipato e venne colpita la località Barche, provocando la morte di 16 civili e di un militare tedesco, ferendo una ventina di persone e lasciando il ponte intatto. Sabato 15 luglio 1944 alle ore 9 una nuova missione di bombardamento aereo colpì il ponte in chiatte di Sermide, data che vide anche l'interruzione di molti degli altri ponti sul fiume.
Per ovviare alla mancanza di ponti e all'impossibilità di ricostruirli a causa delle frequenti incursioni aeree anglo-americane, i tedeschi decisero di optare per la costruzione di traghetti e teleferiche. Proprio in questo periodo Sermide venne elevata ad importante centro per il Genio Militare tedesco e numerosi reparti sia tedeschi che della RSI vi risultano essere stati costituiti. Le nuove opere vennero costruite e mantenute grazie anche all'Organizzazione Todt, che attinse personale mediante reclutamento coatto di civili, molti dei quali si presentarono per sanare la loro posizione di renitenza alla leva.
In questo periodo iniziarono anche le ricognizioni aeree armate anglo-americane condotte durante le ore notturne da aerei denominati dalla popolazione “Pippo” e durante le ore diurne da cacciabombardieri. Spesso, questi ultimi, attaccavano obbiettivi di opportunità, quando quelli principali risultavano di difficile individuazione o palesemente distrutti da azioni precedenti. Martedì 5 settembre 1944 alle ore 8 un'incursione diurna in pieno centro del paese provocò 9 morti civili e molti feriti a seguito dello sgancio di alcune bombe che distrussero in particolare un forno.
La riduzione delle fonti di approvvigionamento petrolifero per la Germania determinarono la messa a punto di carburanti sintetici che avevano come ingrediente base l'alcol prodotto anche nelle distillerie degli zuccherifici. Per questo motivo nel febbraio 1945 lo zuccherificio di Sermide, con annessa distilleria, venne preso di mira dalle incursioni aeree anglo-americane. Le missioni vennero affidate alla South African Air Force che compì una serie di missioni di bombardamento diurno nei giorni sabato 17 alle ore 15, mercoledì 21 alle ore 9, giovedì 22 alle ore 15, sabato 24 alle ore 11 e nuovamente alle 15 e infine domenica 25 alle ore 12. A causa della vicinanza dello zuccherificio con il centro abitato di Sermide, le bombe colpirono anche pesantemente il centro abitato e provocarono la morte di 31 civili.
Venerdì 30 marzo 1945 alle ore 7, lo zuccherificio tornò a rappresentare l'obiettivo di una missione di bombardamento aereo. Contro l'opificio una squadriglia di quattro cacciabombardieri della Força Aérea Brasileira sganciarono bombe e razzi e inoltre nella fase di rientro, presso la stazione ferroviaria di Sermide, attaccarono con le mitragliatrici di bordo un convoglio ferroviario carico di canapa che si incendiò.
Nella seconda metà d'aprile 1945 il territorio di Sermide venne investito in pieno dal passaggio del fronte. I reparti tedeschi, in ripiegamento dall'Appennino settentrionale, furono costretti dall'aviazione anglo-americana a spostamenti prevalentemente notturni e durante il giorno ad occupare gli edifici più sicuri ad alcuni chilometri dal fiume Po. Solo all'imbrunire per le unità germaniche fu possibile raggiungere con maggiore tranquillità la sponda meridionale del grande fiume per tentarne l'attraversamento. Questo dapprima venne condotto sfruttando imbarcazioni ed i pochi traghetti superstiti, ma poi, in particolare negli ultimi momenti, fu impiegato tutto ciò che era in grado di galleggiare e che poteva assolvere allo scopo, rendendo il passaggio sempre più disperato. I tedeschi in questi frangenti furono costretti ad abbandonare lungo la riva del fiume gran parte dell'equipaggiamento ed i veicoli, che furono autodistrutti per non essere lasciati in mano nemica o bersagliati dai cacciabombardieri anglo-americani. L'arrivo degli Alleati si materializzò nel tardo pomeriggio di lunedì 23 aprile quando unità statunitensi tentarono l'attraversamento dei canali di bonifica paralleli al corso del fiume Po a sud di Semide. La distruzione del ponte dei Santi a sud di Porcara, la tenace opposizione tedesca presso Santa Croce ed il calar delle tenebre, obbligò gli americani a desistere e rimandare al giorno successivo. Martedì 24 aprile 1945 alle 11,45 i primi reparti americani entrarono nell'abitato di Sermide, percorrendo la via che oggi prende il nome da questa data. Quasi contemporaneamente venivano liberate le due frazioni rivierasche di Moglia e Caposotto, quest'ultima congiuntamente a reparti sudafricani avanzanti su Felonica. L'attraversamento americano del fiume Po venne effettuato la notte tra martedì 24 e mercoledì 25 aprile 1945 grazie a barche d'assalto, mezzi anfibi ed in un secondo momento traghetti. Nel corso della giornata di mercoledì 25 aprile 1945, quando la linea del fronte si trovava già oltre il fiume Po, venne proclamata l'insurrezione del Comitato di Liberazione Nazionale Alta Italia. La distruzione e l'abbandono che imperava lungo la sponda meridionale del fiume Po divenne ben presto fonte di reddito per gli abitanti, i quali iniziarono quasi subito il recupero di tutto ciò che poteva essere rivenduto alle fonderie perché utile alla rinascita dell'Italia.
Mercoledì 2 maggio 1945, alle ore 18:30, divenne effettiva la resa incondizionata dei resti del Gruppo di Armate C del Generale Heinrich von Vietinghoff, firmata alla Reggia di Caserta il 29 aprile presso il comando alleato del 15º Gruppo d'Armate. Il 4 maggio il Generale Frido von Senger und Etterlin giunse alla sede del comando del generale statunitense Mark Clark in qualità di ufficiale di collegamento incaricato di assicurare i termini della capitolazione. Martedì 8 maggio venne invece firmato l'atto di resa incondizionata a Berlino dall'alto comando tedesco del III Reich, ponendo così fine alle ostilità anche in Europa.
Il bilancio per Sermide risultò pesante: gran parte degli edifici del paese erano stati distrutti o danneggiati dai bombardamenti. Si conteranno 121 militari caduti o dispersi sui vari fronti, 101 civili morti e numerosi militari stranieri, soprattutto tedeschi ma anche americani, caduti nel territorio comunale. Solo recentemente si è scoperto che tra questi militari vi erano anche quattro paracadutisti dell'Esercito Cobelligerante Italiano, caduti in località Mondine nel corso di uno scontro con i tedeschi.
Questi paracadutisti erano stati lanciati oltre le linee nemiche da vettori americani la sera di venerdì 20 aprile 1945, congiuntamente a oltre duecento commilitoni, nell'ambito dell'operazione Herring, l'ultima operazione di aviolancio di tutta la guerra.

Vecchio stemma comunale

### Simboli
Lo stemma di Sermide risale al XVIII secolo e raffigura due serpi intrecciate, ritte sull'erba, con il motto latino Latet hic anguis in herba ("Qui nell'erba si nasconde la serpe", ripresa da Virgilio, Bucoliche 3, 93). Le serpi sono un'arma parlante in assonanza con il nome del paese e sono un riferimento alle vegetazioni delle terre umide che hanno caratterizzato per secoli il territorio sermidese.
Il gonfalone in uso era un drappo di bianco, anche se nel bozzetto allegato al DPR di concessione dell'11 marzo 1953 è rappresentato un drappo di azzurro.

### Onorificenze
La città di Sermide è la XVII tra le 27 città decorate con Medaglia d'Oro come "Benemerite del Risorgimento nazionale" per le azioni altamente patriottiche compiute dalla città nel periodo del Risorgimento.

## Monumenti e luoghi d'interesse
- Torre civica
- Chiesa parrocchiale dei Santi Pietro e Paolo
- Chiesa dei Cappuccini
- Chiesa dell'Esaltazione della Croce e San Rocco, in frazione Santa Croce
- Monumento ai 4 Paracadutisti della Centuria Nembo presso Località Mondine
- Centro culturale islamico

### Aree naturali
- Parco Golenale del Gruccione

## Società

### Evoluzione demografica
Abitanti censiti

## Cultura

### Cucina
- Turtèl sguasaròt.
- Cipolla di Sermide (P.A.T.).
- Melone tipico di Sermide (P.A.T.).
- Frutta Ardens di Felonica (De.Co.).[12]

### Manifestazioni
Sino ad alcuni anni fa veniva celebrato il Palio di Sermide, nella prima metà di luglio, che  rievocava il tradizionale passaggio nella città della contessa Matilde di Canossa.
Ogni lunedì di estate, inoltre c'è la manifestazione denominata "lunedì estate", in cui il paese prepara una cena con prodotti tipici, durante la serata c'è musica, banchetti in cui si possono acquistare vestiti, oggetti prodotti artigianalmente e prodotti tipici mantovani, di produzione locale.

## Infrastrutture e trasporti

### Ferrovie
Sermide è attraversata dalla ferrovia Suzzara-Ferrara, gestita da Ferrovie Emilia Romagna (FER). Dal 2020 il servizio viaggiatori è svolto dall'impresa ferroviaria Trenitalia Tper. La stazione di Sermide, aperta nel 1888, è stata ricostruita nel 1999 con un nuovo piazzale binari.

## Sport

### Calcio
La principale squadra di calcio della città è la Polisportiva Sermide che milita nel girone emiliano di 3ª Categoria.

### Tennis
Il Tennis Club Polisportiva Tennis è l'associazione tennistica della città e dispone di un campo in terra rossa e un campo coperto con erba sintetica.
Il campo da tennis coperto situato in via Einaudi in prossimità del Palazzetto dello Sport è stato inaugurato ad aprile 2024.

### Ginnastica
L’Associazione Sportiva “ANTARES GINNASTICA SERMIDE” è stata fondata nel 1989 dalla Prof.ssa Rosetta Boschini e dal Prof. Nedo Orsatti con la collaborazione di un gruppo di genitori allo scopo di favorire e promuovere la pratica della ginnastica artistica offrendo ai giovani una opportunità di crescita fisica e morale mediante la pratica di uno sport che esige ed insegna coraggio, spirito di collaborazione, autocontrollo, aperture alla vita, ricerca costante della perfezione nei movimenti.
seguendo i criteri e le direttive della Federazione Ginnastica d’Italia (F.G.I.-C.O.N.I.) di cui tale Associazione è membro effettivo dal 1990.
Dal 1997, grazie alla costruzione della “Sala di Ginnastica” adiacente al Palazzetto dello Sport, dotata di buche e attrezzature specifiche per la ginnastica artistica, diventata un Centro di Addestramento Nazionale.
All’inaugurazione, avvenuta nel Novembre del 1997, sono presenti, tra gli altri, il Prof. Bruno Grandi (Presidente Nazionale e Internazionale della F.G.I.) i Presidenti del C.R.L. Ermanno Caselli e del C.R.E.R. Prof. Pierluigi Consalici, gli olimpionici Boris Preti, Marcello Barbieri, Juri Chechi, Paola Rivi che con le loro esibizioni hanno deliziato il pubblico Sermidese.
Nel 1999 viene aperta la sezione staccata di Melara
Dal 2001 fa parte della Polisportiva Sermide
Nel 2006 nasce la A.S.D. “ARTISTICA ANTARES” con sede a Pilastri. 
La volontà, del direttivo di Antares Sermide, è quella di iscrivere la sezione di Agonistica Maschile e Femminile nel campionato dell’Emilia Romagna perché, visto l’elevato numero di gare, più facile da raggiungere rispetto al lontano capoluogo della Lombardia.
Le società si rendono così competitive sia in Lombardia, con la sezione di Ginnastica per Tutti, sia in Emilia Romagna, con i campionati di agonistica.
Nel 2009 per la celebrazione del 20° della fondazione, in una serata indimenticabile , son ospiti le Farfalle d’Argento della Nazionale di Ginnastica Ritmica pluri medagliate alle Olimpiadi e ai Campionati del mondo.
Il 2 Giugno 2014, in occasione del 25°, ospite d’onore il campione Olimpico Igor Cassina medaglia d’oro alla sbarra alle Olimpiadi di Atene nel 2004.
Nel corso degli anni molti sono stati i Titoli di rilievo regionali, interregionali, nazionali, sia a livello individuale sia di squadra che hanno reso prestigio alla società e hanno incoraggiato, dirigenti, tecnici e genitori a proseguire nella promozione delle ginnastica artistica.
Grazie alla preparazione dei suoi quadri tecnici e alla serietà con cui ha sempre operato sul territorio nel campo dell’attività ginnica di base, la Società ha collaborato anche con le scuole dell’infanzia,con corsi e progetti per la pratica delle attività motorie, Primaria e Secondaria curando in particolare i programmi sportivi scolastici previsti dal CONI.

### Tennistavolo
La Polisportiva Sermide Tennistavolo è stata fondata nel 1999 dallo storico presidente Armando Fioravanzi con lo scopo dello sviluppo della disciplina del tennistavolo partendo dalle basi, dal settore giovanile, ai disabili, per propagandare il tennistavolo e farlo crescere.
La Polisportiva Sermide Tennistavolo è affiliata alla FITET - Federazione Italiana Tennis Tavolo.
La disciplina si svolge all'interno del Palazzetto dello Sport di via Einaudi.
L'attuale presidente è Giovanni Scaglioni.